# 大阪府病院協会看護専門学校
大阪府病院協会看護専門学校（おおさかふびょういんきょうかいかんごせんもんがっこう）は、大阪府内約330の病院が加入する一般社団法人大阪府病院協会が運営する大阪府大阪市浪速区にある専修学校。

## 沿革
- 1971年（昭和46年） - 大阪府病院協会附属准看護学院を設立[2]
- 1987年（昭和62年） - 大病協看護専門学校と改称、看護専門課程（2年課程昼間定時制）を併設[2]
- 2003年（平成15年） - 看護学科廃止、看護専門課程（3年課程全日制）を看護第1学科として開設[2]
- 2006年（平成18年） - 2年課程通信制を開設[2]
- 2008年（平成20年） - 大阪府病院協会看護専門学校に改称[2]

## 学科
- 看護学科3年課程
- 2年課程通信制

## 所在地
- 〒556-0026 大阪府大阪市浪速区浪速西2-13-9

JR大阪環状線「芦原橋駅（南口）」より徒歩6分